# 紀元前303年
紀元前303年（きげんぜん303ねん）は、ローマ暦の年である。
当時は、「セルウィウス・コルネリウス・レントゥルスとルキウス・ゲヌキウス・アウェンティネンシスが共和政ローマ執政官に就任した年」として知られていた（もしくは、それほど使われてはいないが、ローマ建国紀元451年）。紀年法として西暦（キリスト紀元）がヨーロッパで広く普及した中世時代初期以降、この年は紀元前303年と表記されるのが一般的となった。

## 他の紀年法
- 干支 : 戊午
- 日本
  - 皇紀358年
  - 孝安天皇90年
- 中国
  - 周 - 赧王12年
  - 秦 - 昭襄王4年
  - 楚 - 懐王26年
  - 斉 - 宣王17年
  - 燕 - 昭王9年
  - 趙 - 武霊王23年
  - 魏 - 襄王16年
  - 韓 - 襄王9年
- 朝鮮
  - 檀紀2031年
- ベトナム :
- 仏滅紀元 : 242年
- ユダヤ暦 :

## できごと

### セレウコス朝
- セレウコス1世はペルシア中を制圧し、インドまで領土を広げたが、マウリヤ朝の創始者チャンドラグプタに阻まれた。2人の王の間で結ばれた協定により、セレウコス1世は500頭の戦象と引き替えに領土の拡張を譲歩した。
- セレウコス1世はメソポタミア北部の軍事植民地としてオッロア（Orrhoa）の街を再建し、ギリシア人の居住民を東方の人種と混血させた。彼はオッロアの街を昔のマケドニアの首都にちなんでエデッサと改名した。

### ギリシア
- カッサンドロスとリュシマコスはセレウコス1世とプトレマイオス1世を説得し、協力してアンティゴノス1世を打倒させた。
- デメトリオス1世は、ペロポネソス半島のコリントス、シキュオン、アルゴスを占領し、アカイア、エーリス、そしてアルカディアの大部分を味方につけた。

### イタリア
- ターラントの市民はスパルタの将軍クレオニムスの支援を求めた。彼はルカニの反乱を鎮圧し、共和政ローマと協定を結ぶことができた。

### 中国
- 彗星が出現した。
- 秦が魏の蒲阪・晋陽・封陵を奪い、さらに韓の武遂を奪取した。
- 田斉・韓・魏は楚が合従の約に背いたと見なして、連合して攻撃した。楚の懐王は太子横を人質として秦に送り、救援を求めた。秦が兵を発して楚を救うと、3カ国は兵を撤退させた。

## 死去
- 平公：魯の君主。
- ポリュペルコン:ピリッポス2世とアレクサンドロス3世に仕えた将軍。